# والنتینو لای
والنتینو لای (انگلیسی: Valentino Lai؛ زادهٔ ۳ فوریهٔ ۱۹۸۴) بازیکن فوتبال اهل سوئد است.
از باشگاه‌هایی که در آن بازی کرده‌است می‌توان به باشگاه فوتبال آپولون لیماسول، باشگاه فوتبال مالمو، باشگاه فوتبال سالرنیتانا، باشگاه فوتبال ونتزیا، باشگاه فوتبال وایله بلدکلوب، باشگاه فوتبال تریستیانا، و باشگاه فوتبال پالرمو اشاره کرد.
وی همچنین در تیم ملی فوتبال زیر ۲۱ سال سوئد بازی کرده‌است.